# Pallavolo Hermaea 2019-2020
Questa voce raccoglie le informazioni riguardanti la Pallavolo Hermaea nelle competizioni ufficiali della stagione 2019-2020.

## Organigramma societario
Area direttiva
- Presidente: Gianni Sarti

Area tecnica
- Allenatore: Michelangelo Anile (fino al 23 ottobre 2019), Emiliano Giandomenico (dal 25 ottobre 2019)
- Allenatore in seconda: Mirela Sesti
- Scout man: Antonio D'Ambrosio

## Rosa
| N° | Nome               | Ruolo | Data di nascita   | Nazionalità sportiva |
| -- | ------------------ | ----- | ----------------- | -------------------- |
| 3  | Sara Angelini      | C     | 13 ottobre 1989   | Italia               |
| 4  | Emanuela Fiore     | O     | 25 ottobre 1986   | Italia               |
| 5  | Francesca Bonciani | P     | 25 maggio 1992    | Italia               |
| 6  | Giulia Filacchioni | S     | 24 maggio 1999    | Italia               |
| 7  | Giulia Moltrasio   | P     | 7 maggio 1996     | Italia               |
| 8  | Jenny Barazza      | C     | 24 luglio 1981    | Italia               |
| 12 | Thaynara Emmel     | S     | 3 novembre 1991   | Brasile              |
| 13 | Ilaria Maruotti    | S     | 22 febbraio 1994  | Italia               |
| 14 | Giorgia Caforio    | L     | 16 settembre 1994 | Italia               |
| 17 | Silvia Formaggio   | S     | 26 settembre 2000 | Italia               |
| 18 | Aurora Poli        | C     | 19 novembre 1999  | Italia               |

## Risultati

### Serie A2

#### Regular season

##### Girone di andata
| 1ª giornata - 6 ottobre 2019 Geopalace, Olbia                     | Hermaea              | 1 - 3 | Club Italia      | 20-25, 16-25, 26-24, 23-25        |
| 2ª giornata - 13 ottobre 2019 PalaScoppa, Soverato                | Soverato             | 3 - 0 | Hermaea          | 25-22, 25-18, 25-20               |
| 3ª giornata - 20 ottobre 2019 Palazzetto dello sport, Martignacco | Libertas Martignacco | 3 - 0 | Hermaea          | 25-23, 25-20, 25-12               |
| 4ª giornata - 27 ottobre 2019 Geopalace, Olbia                    | Hermaea              | 2 - 3 | Academy Sassuolo | 28-26, 25-20, 23-25, 12-25, 13-15 |
| 5ª giornata - 31 ottobre 2019 Palazzetto dello sport, Pinerolo    | Pinerolo             | 3 - 0 | Hermaea          | 25-16, 25-19, 25-16               |
| 6ª giornata - 3 novembre 2019 Geopalace, Olbia                    | Hermaea              | 3 - 1 | Montale          | 25-20, 29-31, 25-16, 25-23        |
| 7ª giornata - 10 novembre 2019 Palestra comunale, Talmassons      | Talmassons           | 2 - 3 | Hermaea          | 25-9, 17-25, 25-18, 22-25, 11-15  |
| 8ª giornata - 17 novembre 2019 PalaCesari, Cutrofiano             | Cutrofiano           | 0 - 3 | Hermaea          | 24-26, 20-25, 16-25               |
| 9ª giornata - 24 novembre 2019 Geopalace, Olbia                   | Hermaea              | 1 - 3 | Adolfo Consolini | 19-25, 20-25, 25-19, 21-25        |

##### Girone di ritorno
| 10ª giornata - 30 novembre 2019 Centro Pavesi, Milano                    | Club Italia      | 3 - 1 | Hermaea              | 19-25, 25-11, 25-23, 25-22        |
| 11ª giornata - 8 dicembre 2019 Geopalace, Olbia                          | Hermaea          | 1 - 3 | Soverato             | 21-25, 25-20, 20-25, 19-25        |
| 12ª giornata - 15 dicembre 2019 Geopalace, Olbia                         | Hermaea          | 3 - 1 | Libertas Martignacco | 25-27, 25-23, 25-17, 25-16        |
| 13ª giornata - 22 dicembre 2019 PalaPaganelli, Sassuolo                  | Academy Sassuolo | 2 - 3 | Hermaea              | 20-25, 25-21, 25-12, 21-25, 9-15  |
| 14ª giornata - 26 dicembre 2019 Geopalace, Olbia                         | Hermaea          | 3 - 0 | Pinerolo             | 25-14, 25-12, 25-21               |
| 15ª giornata - 29 dicembre 2019 Palestra Magagni, Castelnuovo Rangone    | Montale          | 2 - 3 | Hermaea              | 25-21, 17-25, 25-27, 25-19, 11-15 |
| 16ª giornata - 5 gennaio 2020 Geopalace, Olbia                           | Hermaea          | 3 - 2 | Talmassons           | 25-23, 25-19, 12-25, 19-25, 15-9  |
| 17ª giornata - 12 gennaio 2020 Geopalace, Olbia                          | Hermaea          | 3 - 2 | Cutrofiano           | 13-25, 25-18, 22-25, 25-23, 15-13 |
| 18ª giornata - 19 gennaio 2020 Palazzetto dello sport, S. Giovanni in M. | Adolfo Consolini | 3 - 2 | Hermaea              | 26-24, 21-25, 17-25, 25-21, 15-11 |

#### Pool promozione

##### Girone di andata
| 1ª giornata - 9 febbraio 2020 Geopalace, Olbia                   | Hermaea        | 1 - 3 | Trentino Rosa   | 12-25, 13-25, 25-20, 18-25 |
| 2ª giornata - 16 febbraio 2020 Palazzetto dello Sport, Alpignano | CUS Torino     | 3 - 0 | Hermaea         | 25-22, 25-20, 28-26        |
| 3ª giornata - 23 febbraio 2020 Geopalace, Olbia                  | Hermaea        | 1 - 3 | Olimpia Teodora | 25-20, 23-25, 22-25, 20-25 |
| 4ª giornata - 18 marzo 2020 Geopalace, Olbia                     | Hermaea        | -     | Mondovì         | annullata                  |
| 5ª giornata - 8 marzo 2020 Palazzetto San Luigi, Busto Arsizio   | Futura Giovani | -     | Hermaea         | annullata                  |

##### Girone di ritorno
| 6ª giornata - 15 marzo 2020 PalaSanbapolis, Trento | Trentino Rosa   | - | Hermaea        | annullata |
| 7ª giornata - 22 marzo 2020 Geopalace, Olbia       | Hermaea         | - | CUS Torino     | annullata |
| 8ª giornata - 29 marzo 2020 PalaCosta, Ravenna     | Olimpia Teodora | - | Hermaea        | annullata |
| 9ª giornata - 5 aprile 2020 PalaManera, Mondovì    | Mondovì         | - | Hermaea        | annullata |
| 10ª giornata - 11 aprile 2020 Geopalace, Olbia     | Hermaea         | - | Futura Giovani | annullata |

## Statistiche

### Statistiche di squadra
| Competizione | Punti | In casa | In casa | In casa | In trasferta | In trasferta | In trasferta | Totale | Totale | Totale |
| Competizione | Punti | G       | V       | P       | G            | V            | P            | G      | V      | P      |
| ------------ | ----- | ------- | ------- | ------- | ------------ | ------------ | ------------ | ------ | ------ | ------ |
| Serie A2     | 24    | 11      | 5       | 6       | 10           | 4            | 6            | 21     | 9      | 12     |
| Totale       | -     | 11      | 5       | 6       | 10           | 4            | 6            | 21     | 9      | 12     |

G = partite giocate; V = partite vinte; P = partite perse